# William Nichols (Politiker)
William Frances Nichols (auch William Francis Nichols; * 8. Oktober 1852 in Sterling, Massachusetts; † 15. November 1917 in Los Angeles) war ein US-amerikanischer Politiker und vom 14. Februar 1905 bis zum 7. März 1905 kommissarischer Gouverneur des Arizona-Territoriums. Er war Mitglied der Republikanischen Partei.